# Benicàssim

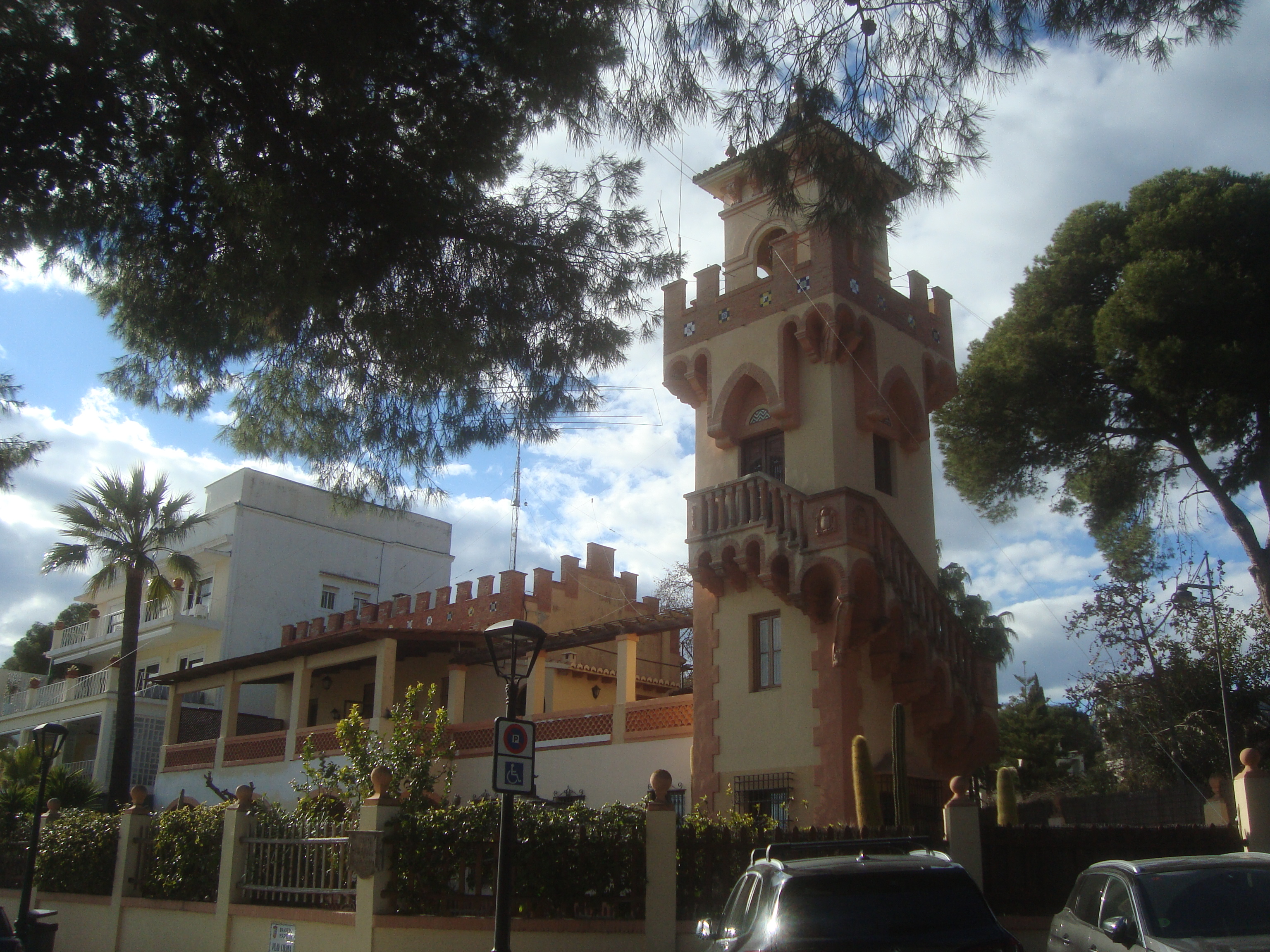
Benicàssim

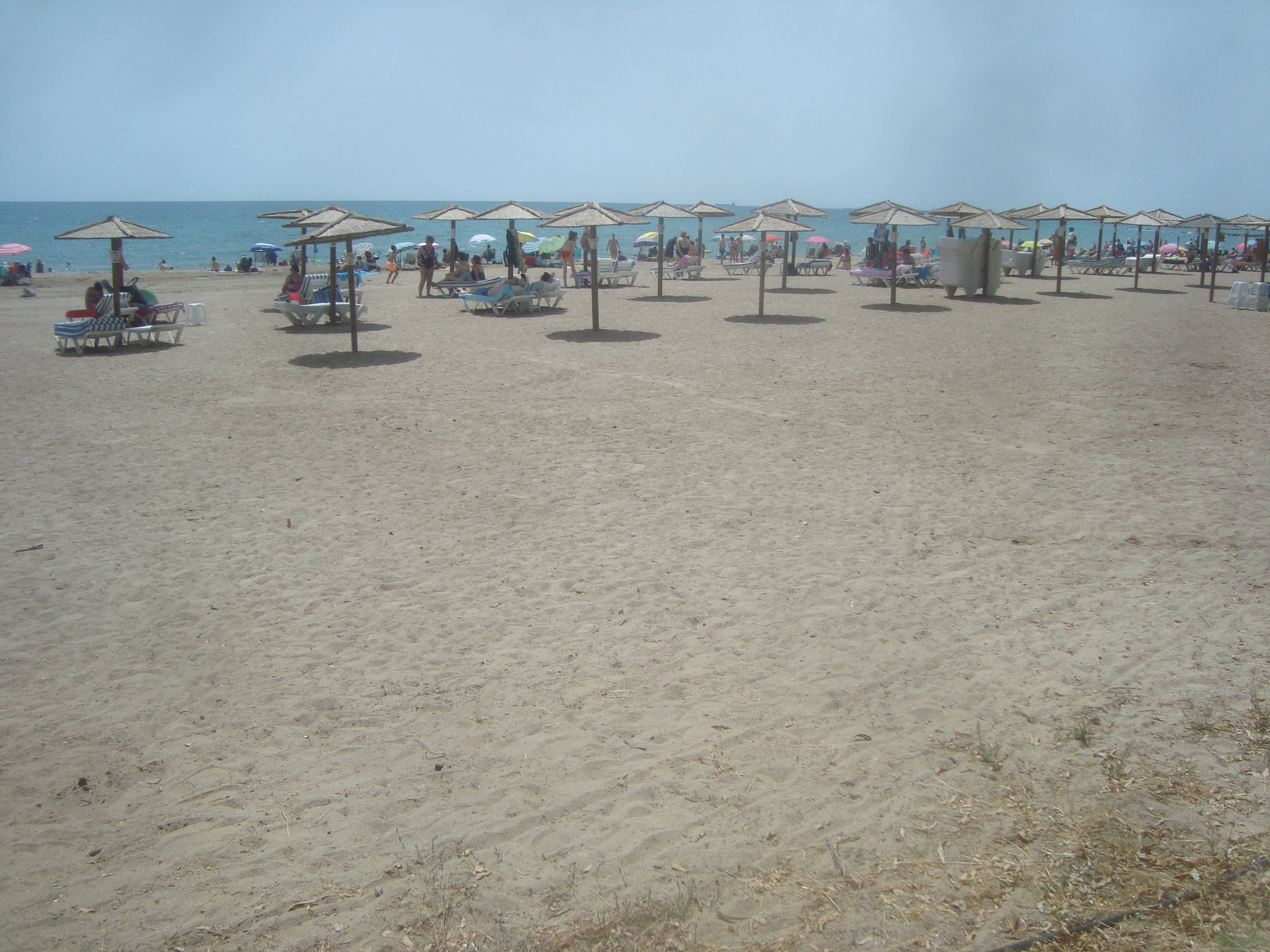
Benicàssim

Benicàssim (valencianskt uttal: [beniˈkasim], spanska: Benicasim [benikaˈsin], officiellt namn: Benicàssim/Benicasim) är en stad och kommun i provinsen Castelló i den autonoma regionen Valencia i östra Spanien. Staden ligger cirka 11,5 kilometer nordost om Castelló de la Plana. Kommunen har 20 322 invånare (2024), på en yta av 36,29 km². Stadens ekonomi är huvudsakligen baserad på turismen.

## Stränder
Benicàssims sex kilometer långa sandstränder har tilldelats EU:s blåa flagga för välskötta stränder sedan 1987. Strandzonen är indelad i fem stränder, där det även finns en strandpromenad.
Stränderna benämns Voramar, Heliopolis, Torreon, Almadraba och Els Terrers.
Skyddande vågbrytare ger stranden en oval form, där den ligger skyddad från strömmar och bildar två inlopp mycket lämpliga för bad. Där ligger även en seglarskola och ett vandrarhem.